# Arthur Maurice Pearson
Pour les articles homonymes, voir Arthur Pearson et Pearson.
Arthur Maurice Pearson, né le 29 décembre 1890 et mort le 9 juillet 1976, est un homme politique, sénateur canadien pour la Saskatchewan.

## Biographie
Arthur Maurice Pearson est né à Saint-François-Xavier dans le Manitoba, qui fait maintenant partie de Winnipeg, et étudie au St. John's College. Il sert durant la première guerre mondiale dans le Royal Flying Corps. Après sa démobilisation, il trouve du travail chez William Pearson Company Ltd en tant que géomètre et vendeur. La holding terrienne devient plus tard la Middle West Land Company avec Pearson servant en tant que vice-président et gestionnaire. Après de nombreuses ventes de terres par la société, il commence à cultiver le reste à proximité de Lumsden dans la Saskatchewan. Il est élu au conseil de la ville et finalement sert en tant que maire.
Candidat aux élections générales de 1944 et de 1948 de la Saskatchewan, il se classe en troisième position dans les deux cas en tant que candidat du parti progressiste-conservateur de la Saskatchewan pour la circonscription Lumsden.
Il est nommé sénateur à la chambre haute en tant que progressiste-conservateur pour la division de Lumsden dans la Saskatchewan. Auparavant il était maire de Lumsden.
Il siège sur divers comités du sénat, dont une année en tant que président du Comité Spécial sur l'Usage des Terres au Canada.
Il se retire volontairement du sénat le 31 mars 1971 à l'âge de 80 ans. Dans sa dernière déclaration à la chambre, il conseille à ses collègues sénateurs de garder le contact avec les jeunes canadiens. Il a dit qu'il était en retraite car « dans mon imagination, je peux entendre à nouveau le bourdonnement des tracteurs » comme les agriculteurs ensemencent leurs terres.